# Futebol Clube de Pedras Rubras
O Futebol Clube de Pedras Rubras é um clube português, localizado na localidade de Pedras Rubras, na Freguesia de Moreira-Maia , distrito do Porto. O clube foi fundado em 30 de Novembro de 1941 e o seu atual presidente chama-se Alfredo Santos e disputa, atualmente os seus jogos no Estádio Municipal de Pedras Rubras, desde que deixou de jogar no mítico Campo Maria da Fonte.

## História do Clube
Em Moreira da Maia existiu o Sport Clube de Moreira da Maia, o Moreira da Maia Futebol Clube e o Atlético Clube da Estação. Por volta dos finais dos anos 30 (1938-39) todos se extinguiram por motivos dos mais variados.
Em 30 de Novembro de 1941, um grupo de Cidadãos reunidos na Quinta de Pedras Rubras, decidiram fundar o Sporting Clube de Moreira da Maia – Pedras Rubras. Porém, como apareceu outro Clube na freguesia de Moreira denominado Sporting Clube de Moreira da Maia – Padrão, em 1942 os de Pedras Rubras passaram a denominar o seu Clube de Sporting Clube de Pedras Rubras.
No entretanto, o Sporting Clube de Moreira da Maia – Padrão extinguiu-se em 1946, pelo que o Sporting de Pedras Rubras mudou, de novo, de denominação, passando, em definitivo, para Futebol Clube de Pedras Rubras, elaborado e legalizado os seus Estatutos em 8 de Fevereiro de 1947. Já em 1950 e como o Campo de Jogos era de reduzidas dimensões foi o mesmo ampliado e dotado das medidas mínimas para a prática de futebol de onze a nível oficial, passando a denominar-se Campo “Maria da Fonte”, que era o nome da filha do Sr. Joaquim da Silva Salgueiro.
Em 1946, também é arrendado o Campo de Jogos, em Vila Nova da Telha, ao Sr. Joaquim da Silva Salgueiro, onde se iniciaram os primeiros jogos particulares de verão e os jogos da entretanto criada Secção de Voleibol, apesar de de ter atingido enorme sucesso, acabou por desaparecer por falta de recinto desportivo adequado à sua prática.
Na época de 1950/51 inicia o Futebol Clube de Pedras Rubras a sua atividade oficial em futebol de onze de maneira ininterrupta, até aos dias de hoje.
O Andebol criado em 1966, devido ao sucesso inicial do clube na modalidade, em 1971, o benemérito António Joaquim da Silva doou ao clube o terreno que agora alberga o complexo desportivo e de lazer que permite a pratica de andebol num pavilhão gimnodesportivo, infelizmente, atualmente essa secção do Clube já não se encontra ativa. 
Desde 2005 que o FCPR tem no lugar de Lagielas, em Vila Nova da Telha o Estádio Municipal de Pedras Rubras, onde as equipas de futebol sénior e formação desenvolvem a sua atividade.

## História do Futebol
O Pedras Rubras atualmente mantem no ativo a secção de Futebol.

### Futebol
| Época   | Divisão              | Classificação      |
| ------- | -------------------- | ------------------ |
| 1998/99 | 1º escalão distrital | 1º Lugar           |
| 1999/00 | III Divisão          | 7º Lugar           |
| 2000/01 | III Divisão          | 2º Lugar           |
| 2001/02 | II Divisão B         | 12ª Lugar          |
| 2002/03 | II Divisão B         | 12º Lugar          |
| 2003/04 | II Divisão B         | 14º Lugar          |
| 2004/05 | II Divisão B         | 13º Lugar          |
| 2005/06 | II Divisão B         | 13ª Lugar          |
| 2006/07 | III Divisão          | 4ª Lugar           |
| 2007/08 | III Divisão          | 14ª Lugar          |
| 2008/09 | 1º escalão distrital | 4ª Lugar           |
| 2009/10 | 1º escalão distrital | 3ª Lugar           |
| 2010/11 | 1º escalão distrital | 3º Lugar           |
| 2011/12 | 1º escalão distrital | 3º Lugar           |
| 2012/13 | III Divisão          | 10º Lugar          |
| 2013/14 | 1º escalão distrital | 2º Lugar           |
| 2014/15 | CNS                  | 8º Lugar           |
| 2015/16 | CNS                  | 2º Lugar (serie C) |
| 2016/17 | CNS                  | 6º Lugar           |
| 2017/18 | CNS                  | 8º Lugar           |
| 2018/19 | CNS                  | 13ª Lugar          |
| 2019/20 | CNS                  | 13º Lugar          |
| 2020/21 | CNS                  | 9º Lugar           |
| 2021/22 | 1º escalão distrital | 3º Lugar           |
| 2022/23 | 1º escalão distrital | 7ª Lugar           |
| 2023/24 | 1º escalão distrital | 11ª Lugar          |

Em 1968/69 o FC Pedras Rubras vence o FC Perafita, na finalíssima, e ascende pela primeira vez a 2º Divisão do Distrito do Porto, divisão onde apenas ficou 2 épocas, pois em 1971/72 é campeão da 2º Divisão e sobe à 1º Divisão Distrital.
Depois de passar a década de 70 na elite do futebol distrital, em 1979/80 acaba por descer à 2ª divisão novamente, sendo que em 1983/84 retorna ao 1º escalão distrital e lá permanece até 1999.
Em 1998/99, sob o comando de Francisco Chálo, o FC Pedras Rubras, consegue a histórica subida à III Divisão Nacional e, pela primeira vez na sua história consegue entrar nos campeonatos nacionais e destacar-se como uma das melhores equipas do Concelho do Porto. A passagem por essa divisão foi curta, pois passado 2 anos, em 2000/01 o FC Pedras Rubras, ainda sob o comando de Francisco Chálo, consegue a subida à II Divisão B, deixando para traz equipas como Amarante, Tirsense e Ribeirão, elevando ainda mais o nome da sua terra no país. Importa ainda referir que nestas três épocas em que o Clube arrecadou duas subidas, apenas perdeu 1 jogo no Campo Maria da Fonte, na época 1999/00.
Após 5 épocas na II Divisão B, com a melhor classificação a ser conseguida em 2004/05 somando 53 pontos, o FC Pedras Rubras volta novamente à III Divisão. Em 2006/07 o Pedras Rubras assume uma tentativa de voltar novamente a subir, ficando em 4º Lugar, mas na época de 2007/2008, numa época menos bem conseguida acaba por descer aos distritais, terminando assim uma sequência de 9 anos seguidos nos campeonatos nacionais.
Em quatro épocas nos campeonatos distritais o FC Pedras Rubras sempre se assumiu como candidato á subida, ficando todos os anos nos quatro primeiros classificados, até que em 2011/12 o consegue voltar aos campeonatos nacionais devido a uma repescagem na AF Porto.
Em 2012/13, na III divisão apesar de fazer uma época consistente acaba por descer devido a uma reestruturação do formato dos campeonatos Nacionais, com a criação do Campeonato Nacional de Seniores.
Contudo, na época seguinte, em 2013/14 volta a subir, reassumindo o estatuto de "equipa Nacional", após uma grande época comandada pelo treinador António Pedro Gonçalves, que também ele escreveu uma das mais bonitas páginas na história do Clube. Depois dessa subida, o Clube voltou a permanecer longos anos nos campeonatos nacionais, somando 7 épocas seguidas no CNS.
Em 2015/16, ainda liderado por António Pedro, o FC Pedras Rubras alcança o seu maior feito, conseguindo um 2º Lugar na Fase Regular do Campeonato Nacional de Seniores, depois duma verdadeira final contra o SC Salgueiros, disputando assim a Fase de Subida à Segunda Liga.
Em 2020/21, outra vez vitima de uma reformulação nos campeonatos Nacionais, com a criação da Liga 3, o FC Pedras Rubras cai nos campeonatos distritais. Durante 3 épocas permaneceu no 1º escalão distrital e em 2023/24 acaba por descer e cair ao 2º escalão distrital pela primeira vez em mais de 40 anos.

#### Desde 1941 o FC Pedras Rubras conseguiu também os seguintes feitos:
- Vencedor da Prova Extraordinária de Juniores em 1963/64;
- Vencedor da Taça José Bacelar no escalão de iniciados, em 1975/76;
- Campeão de Serie na 3ª Divisão em 1952/53;
- Campeão da Taça José Bacelar no escalão de iniciados, em 2011/12.